# Bukit Asahan
Bukit Asahan är ett berg i Indonesien.   Det ligger i provinsen Aceh, i den västra delen av landet, 1 600 km nordväst om huvudstaden Jakarta. Toppen på Bukit Asahan är 42 meter över havet.
Terrängen runt Bukit Asahan är platt. Havet är nära Bukit Asahan åt nordost.Runt Bukit Asahan är det tätbefolkat, med 442 invånare per kvadratkilometer. Omgivningarna runt Bukit Asahan är en mosaik av jordbruksmark och naturlig växtlighet.